# Estavudina
La estavudivina, también conocida por d4T, es un medicamento que se emplea en el tratamiento de la infección por el virus de la inmunodeficiencia humana (VIH-1) que es el agente infeccioso que provoca el sida.
Pertenece al grupo de los inhibidores de la transcriptasa inversa análogo de nucleósidos, por lo que está emparentado con otros fármacos como abacavir, didanosina, emtricitabina, lamivudina, zalcitabina y zidovudina.
Es un análogo del nucleósido timidina y se utiliza generalmente asociado a otros fármacos antirretrovirales como el indanavir y la lamiduvina, con objeto de evitar la aparición de resistencias. Se presenta en forma de comprimidos y la dosis habitual en adultos es 30 mg cada 12 horas.
Entre los efectos secundarios que puede producir, se encuentran manifestaciones digestivas (náuseas, vómitos, diarrea), lesión hepática, acidosis láctica, lipodistrofia,  anemia, leucopenia y trombopenia, dolores musculares y articulares. También puede provocar neuropatía periférica que se manifiesta por sensación de acorchamiento, hormigueo o dolor en extremidades superiores o inferiores.